# Cantó de Lhuis
El cantó de Lhuis era una divisió administrativa francesa del departament de l'Ain. Comptava amb 12 municipis i el cap era Lhuis. Va desaparèixer el 2015.

## Municipis
- Bénonces
- Briord
- Groslée
- Innimond
- Lhuis
- Lompnas
- Marchamp
- Montagnieu
- Ordonnaz
- Saint-Benoît
- Seillonnaz
- Serrières-de-Briord

## Història
| Data d'elecció                           | Identitat        | Partit               | Qualitat |
| ---------------------------------------- | ---------------- | -------------------- | -------- |
| 1945-1961                                | M. Favre-Buisson | SFIO                 |          |
| 1961-1967                                | M. Piney         | RI                   |          |
| 1967-1979                                | M. Penelle       | radical, després MRG |          |
| 1979-1985                                | Aimé Trischetti  | MRG                  |          |
| 1985-2011                                | Maurice Berlioz  | Divers droite        |          |
| 2011-2015                                | Daniel Béguet    | Divers gauche        |          |
| les dades anteriors no són pas conegudes |                  |                      |          |
|                                          |                  |                      |          |

## Demografia
| A partir de 1990: Població sense dobles comptes |